# Calabasas
Calabasas város Los Angeles megyében, Kalifornia államban, az Amerikai Egyesült Államokban. A San Fernando-völgytől nyugatra, a Santa Monica hegységtől északnyugatra helyezkedik el, a Woodland Hills, Agoura Hills, West Hills, Hidden Hills, valamint Malibu között. Calabasas városát hivatalosan 1991-ben alapították. 2000-ben 20 033, 2010-ben 23 058 lakosa volt. A település címerállata a rőtfarkú ölyv.

## Története
A várost hivatalosan 1991. április 5-én alapították, de már évszázadokkal korábban is lakott terület volt: a település területén található például az 1844-ben épült Leonis Adobe nevű vályogépület, amely az egyik legrégebbi fennmaradt épület Los Angeles megye területén.
Calabasas neve feltehetőleg a spanyol calabaza szóból származik, ami tököt jelent. Ezt a nevet egy legenda után kapta, mely szerint egy oxnardi farmer egy szekér tököt borított le a területen, melyek magjaiból később százával nőttek ki a földből a tökök. Az esemény tiszteletére tökfesztivált is tartanak a településen minden év októberében.
2020. január 26-án reggel a település területén vesztette életét Kobe Bryant olimpiai bajnok kosárlabdázó, lánya, valamint további hét ember, amikor a ködös időben helikopterük hegynek ütközött.

## Fordítás
- Ez a szócikk részben vagy egészben  a   Calabasas, California című angol Wikipédia-szócikk ezen változatának fordításán alapul.  Az eredeti cikk szerkesztőit annak laptörténete sorolja fel. Ez a jelzés csupán a megfogalmazás eredetét és a szerzői jogokat jelzi, nem szolgál a cikkben szereplő információk forrásmegjelöléseként.